# Propaganda Due
 Der er for få eller ingen kildehenvisninger i denne artikel, hvilket er et problem. Du kan hjælpe ved at angive troværdige kilder til de påstande, som fremføres i artiklen.

Propaganda Due eller P2, var en frimurerloge, som fungerede under Italiens Grand Orient fra 1945 til 1976, og en pseudofrimurer- eller hemmelig loge, som fungerede illegalt fra 1976 til 1981. Igennem årene, hvor logen blev styret af Licio Gelli, var P2 involveret i adskillige italienske forbrydelser og mysterier, inklusiv kollapset af den vatikanskejede Banco Ambrosiano, mordene på journalisten Mino Pecorelli og bankmanden Roberto Calvi, og korruptionssagerne i den landsdækkende Tangentopoli-skandale. P2 kom frem i lyset via undersøgelserne af kollapset af Michele Sindonas finansielle imperium.